# Deutsche Feldhandball-Meisterschaft 1943/44
Die Deutsche Feldhandball-Meisterschaft 1943/44 war die 24. deutsche Feldhandball-Meisterschaft der Männer. Kriegsbedingt wurden die Bereichsklassen bzw. Gauligen erneut verkleinert, so dass nun insgesamt 35 Vereine für die diesjährige Meisterschaft qualifiziert waren. Das am 1. Juli 1944 ausgetragene Finale gewann die SG OrPo Berlin mit 10:7 gegen den LSV Hamburg und konnte sich somit nach 13 Jahren wieder den Meistertitel sichern.
Dies war die letzte vom NSRL ausgetragene Deutsche Feldhandball-Meisterschaft. Die Saison 1944/45 wurde kriegsbedingt abgebrochen, bzw. gar nicht mehr ausgespielt. Nach Kapitulation Deutschlands folgte erst 1947 mit der Interzonenmeisterschaft ein überregionales Feldhandballturnier.

## Teilnehmer an der Endrunde
| Verein                         | Qualifiziert als                             |
| ------------------------------ | -------------------------------------------- |
| SV Waldhof Mannheim            | Meister der Gauliga Baden                    |
| SG OrPo Berlin                 | Meister der Gauliga Berlin-Brandenburg       |
| SG Prag                        | Meister der Gauliga Böhmen-Mähren            |
| LSV Rahmel                     | Meister der Gauliga Danzig-Westpreußen       |
| LSV Straßburg-Sennheim         | Meister der Gauliga Elsaß                    |
| Ostbahn-SG Krakau              | Meister der Gauliga Generalgouvernement      |
| LSV Hamburg                    | Meister der Gauliga Hamburg                  |
| LSV Wiesbaden                  | Meister der Gauliga Hessen-Nassau            |
| SSV Vingst 05                  | Meister der Gauliga Köln-Aachen              |
| TuSpo 89/06 Kassel             | Meister der Gauliga Kurhessen                |
| LSV Rerik                      | Meister der Gauliga Mecklenburg              |
| SG Dessau 98                   | Meister der Gauliga Mitte                    |
| TV 1883 Nürnberg               | Meister der Gauliga Mittelfranken            |
| TuSpo 1900 Esch                | Meister der Gauliga Moselland                |
| LSV Pocking                    | Meister der Gauliga Niederbayern             |
| KSG Mellinghofen               | Meister der Gauliga Niederrhein              |
| LSV Reinecke Brieg             | Meister der Gauliga Niederschlesien          |
| LSV Schongau                   | Meister der Gauliga Oberbayern               |
| LSV Hörsching                  | Meister der Gauliga Obderdonau/Salzburg      |
| Reichsbahn-SG Neiße            | Meister der Gauliga Oberschlesien            |
| SG OrPo Wien                   | Meister der Gauliga Ostmark                  |
| Marineschule Wesermünde        | Meister der Gauliga Osthannover              |
| VfL Königsberg                 | Meister der Gauliga Ostpreußen               |
| TV Jahn Odermünde              | Meister der Gauliga Pommern                  |
| LSV Oschatz                    | Meister der Gauliga Sachsen                  |
| THW Kiel                       | Meister der Gauliga Schleswig-Holstein       |
| LSV Kaufbeuren                 | Meister der Gauliga Schwaben                 |
| Stud. Komp. Graz               | Meister der Gauliga Steiermark               |
| SV Arminia Hannover            | Meister der Gauliga Südhannover-Braunschweig |
| SG Sturmartillerie Schweinfurt | Meister der Gauliga Unterfranken             |
| DSC Posen                      | Meister der Gauliga Wartheland               |
| TuS Aurich                     | Meister der Gauliga Weser-Ems                |
| SG OrPo Recklinghausen         | Meister der Gauliga Westfalen                |
| VfL 1880 Haßloch               | Meister der Gauliga Westmark                 |
| Eßlinger TSV 1845              | Meister der Gauliga Württemberg              |

## 1. Ausscheidungsrunde
| Datum          |                | Ergebnis |                 |
| -------------- | -------------- | -------- | --------------- |
| 23. April 1944 | LSV Kaufbeuren | 04:80    | LSV Schongau    |
| 23. April 1944 | LSV Pocking    | 07:60    | LSV Hörsching   |
| 23. April 1944 | LSV Wiesbaden  | 13:30    | TuSpo 1900 Esch |

## 2. Ausscheidungsrunde
| Datum          |                                | Ergebnis    |                        |
| -------------- | ------------------------------ | ----------- | ---------------------- |
| 30. April 1944 | SG 98 Dessau                   | 06:14       | SG OrPo Berlin         |
| 30. April 1944 | Marineschule Wesermünde        | 14:13 n. V. | TuS Aurich             |
| 30. April 1944 | LSV Hamburg                    | 13:40       | SV Arminia Hannover    |
| 30. April 1944 | THW Kiel                       | 14:10       | LSV Rerik              |
| 30. April 1944 | VfL Königsberg                 | 06:10       | LSV Rahmel             |
| 30. April 1944 | DSC Posen                      | 08:11       | TV Jahn Odermünde      |
| 30. April 1944 | Ostbahn-SG Krakau              | 08:70       | SG OrPo Wien           |
| 30. April 1944 | LSV Reinecke Brieg             | 08:40       | Reichsbahn-SG Neiße    |
| 30. April 1944 | Stud. Komp. Graz               | 10:70       | LSV Pocking            |
| 30. April 1944 | SG Prag                        | 06:80       | LSV Oschatz            |
| 30. April 1944 | SSV Vingst 08                  | 03:70       | SG OrPo Recklinghausen |
| 30. April 1944 | KSG Mellinghofen               | 12:9 a      | TuSpo 89/06 Kassel     |
| 30. April 1944 | SG Sturmartillerie Schweinfurt | 21:30       | TV 1883 Nürnberg       |
| 30. April 1944 | Eßlinger TSV 1845              | 07:60       | LSV Schongau           |
| 30. April 1944 | LSV Straßburg-Sennheim         | 06:20       | VfL 1880 Haßloch       |
| 30. April 1944 | SV Waldhof Mannheim            | 11:70       | LSV Wiesbaden          |

## Vorrunde
| Datum        |                         | Ergebnis |                                |
| ------------ | ----------------------- | -------- | ------------------------------ |
| 14. Mai 1944 | LSV Rahmel              | 05:11    | SG OrPo Berlin                 |
| 14. Mai 1944 | Marineschule Wesermünde | 07:50    | THW Kiel                       |
| 14. Mai 1944 | SG OrPo Recklinghausen  | 08:10    | LSV Hamburg                    |
| 14. Mai 1944 | LSV Oschatz             | 11:70    | TV Jahn Odermünde              |
| 14. Mai 1944 | LSV Reinecke Brieg      | 13:40    | Ostbahn-SG Krakau              |
| 14. Mai 1944 | Stud. Komp. Graz        | 08:15    | SG Sturmartillerie Schweinfurt |
| 14. Mai 1944 | KSG Mellinghofen        | 05:40    | SV Waldhof Mannheim            |
| 14. Mai 1944 | VfL 1880 Haßloch        | 10:50    | Eßlinger TSV 1845              |

## Zwischenrunde
| Datum        |                                | Ergebnis  |                         |
| ------------ | ------------------------------ | --------- | ----------------------- |
| 4. Juni 1944 | SG OrPo Berlin                 | 17:30     | Marineschule Wesermünde |
| 4. Juni 1944 | SG Sturmartillerie Schweinfurt | 8:9 n. V. | LSV Hamburg             |
| 4. Juni 1944 | LSV Oschatz                    | 05:11     | LSV Reinecke Brieg      |
| 4. Juni 1944 | VfL 1880 Haßloch               | 05:40     | KSG Mellinghofen        |

## Halbfinale
| Datum         |                    | Ergebnis |                  |
| ------------- | ------------------ | -------- | ---------------- |
| 18. Juni 1944 | LSV Reinecke Brieg | 05:15    | SG OrPo Berlin   |
| 18. Juni 1944 | LSV Hamburg        | 12:60    | VfL 1880 Haßloch |

## Finale
| SG OrPo Berlin | SG OrPo Berlin | LSV Hamburg | LSV Hamburg          |
| | 1. Juli 1944 in Hamburg (Sportplatz am Rothenbaum) Ergebnis: 10:7 (6:2) Zuschauer: 10.000 Schiedsrichter: Jung (Dresden) | 1. Juli 1944 in Hamburg (Sportplatz am Rothenbaum) Ergebnis: 10:7 (6:2) Zuschauer: 10.000 Schiedsrichter: Jung (Dresden) | Flagge nicht bekannt |
| Ranze – Bolwien, Torks, Gärtke, Jung, Hans Theilig, Gohlke, Becker, Buchmann, Zirbel                                             | Henze – Schmidt, Pfennig, Lindner, Werner Vick, Feckler, Hunze, Busse, König, Brüntgens, Grütt, Kosa                     | | Flagge nicht bekannt |
| 1:0 Becker 2:1 Theilig 3:1 Theilig 4:1 Gohlke 5:1 Zirbel 6:1 Buchmann 7:2 Gärtke 8:3 Buchmann 9:7 Theilig (FW) 10:7 Theilig (FW) | 1:1 Busse 6:2 Kosa 7:3 Kosa 8:4 Brüntgens 8:5 Kosa 8:6 Kosa 8:7 Kosa                                                     | | Flagge nicht bekannt |